# Saint-Vincent-sur-Jabron
Pour les articles homonymes, voir Saint-Vincent.
Saint-Vincent-sur-Jabron (Sant Vincèns en provençal) est une commune française, située dans le département des Alpes-de-Haute-Provence en région Provence-Alpes-Côte d'Azur.
Le nom de ses habitants est Saint-Vincentais.

## Géographie
La commune est traversée par le Jabron. Le village est situé à une altitude de 630 m,.

### Relief
Le territoire de la commune est coupé en deux par le Jabron et s’étend au sud jusqu’à la crête de la montagne de Lure. Dans la commune de Saint-Vincent-sur-Jabron, la crête Lure varie entre 1 600 et 1 700 m, sans sommet notable ; seul le sommet de l’Homme se détache, à 1 637 m. Aucun franchissement routier ou pédestre de Lure ne passe par la commune.
Au nord de Lure, un chaînon secondaire de Lure culmine à 1 176 m au Pousterlon et à 1 174 m à la montagne de Saint-Michel et franchi au pas Paradier à 1 004 m.
Rive gauche du Jabron, commence une zone de collines d’altitude inférieure à 1 000 m, dont (d’est en ouest) le Piblacus (764 m), Pierre Avons (696 m), le Claux (891 m), le Brumant (913 m) et Puyjean (796 m). Après cette première rangée, se trouve une vallée d’altitude, puis des sommets plus élevés, dont la montagne de Mare (1 603 m). Le franchissement de la Fairotte (1 288 m) permet d’accéder aux Baronnies, le col de Verdun à Éourres.

### Hydrographie

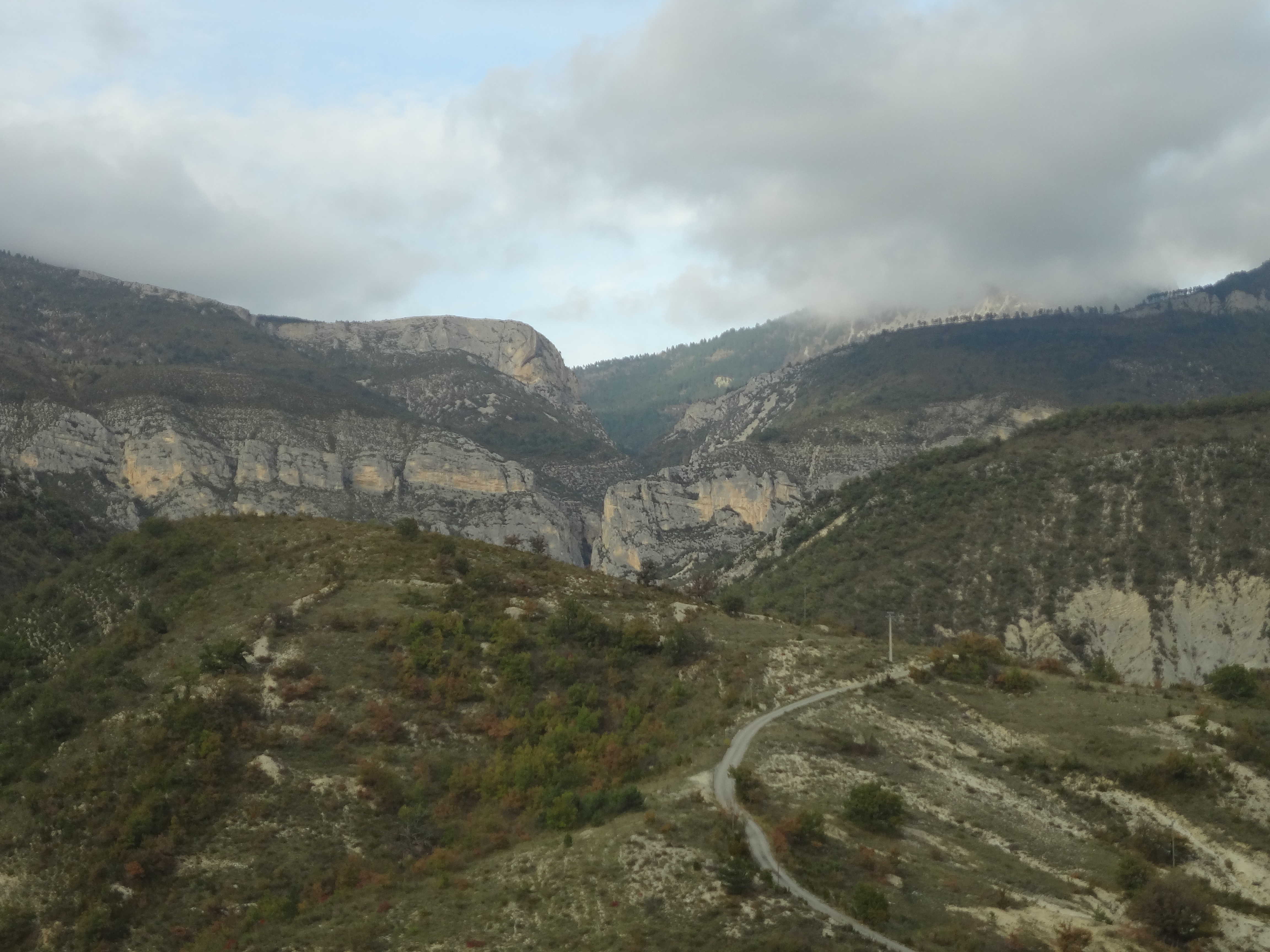
Défilé du torrent de la Verduigne.

Outre le Jabron qui fait la limite entre Saint-Vincent-sur-Jabron et Châteauneuf-Miravail, la commune est drainée par de multiples torrents, tous tributaires du Jabron, dont le ravin de Verduigne et le ravin de Vaubelle (rive gauche) et le torrent du Grand Vallat (limitrophe de Noyers-sur-Jabron) en rive droite du Jabron
La source de la Roubiouse a un débit régulier et fort (jusqu’à 1 m3/s).

### Transports
La commune est desservie par la route départementale RD 946, ancienne route nationale 546.

### Risques majeurs
Aucune des 200 communes du département n'est en zone de risque sismique nul. Le canton de Noyers-sur-Jabron auquel appartient Saint-Vincent-sur-Jabron est en zone 1a (sismicité très faible mais non négligeable) selon la classification déterministe de 1991, basée sur les séismes historiques, et en zone 4 (risque moyen) selon la classification probabiliste EC8 de 2011. La commune de Saint-Vincent-sur-Jabron est également exposée à quatre autres risques naturels :
- avalanche (non recensé par la préfecture dans le Dossier départemental sur les risques majeurs de 2008),
- feu de forêt,
- inondation (dans la vallée du Jabron),
- mouvement de terrain[6].

La commune de Saint-Vincent-sur-Jabron n’est exposée à aucun des risques d’origine technologique recensés par la préfecture ; aucun plan de prévention des risques naturels prévisibles (PPR) n’existe pour la communeet le Dicrim n’existe pas non plus.
La commune a été l’objet de plusieurs arrêtés de catastrophe naturelle pour des inondations et des coulées de boue, en 1994 et 2003.

### Toponymie
Le nom du village apparaît pour la première fois en 1011 (castelli Sancti Vincentii), sous sa forme occitane, qui a été francisée par la suite. Au XIXe siècle, le nom de Saint-Vincent-de-Châteauneuf-Miravail.
La commune comprend de nombreux toponymes spécifiques à la montagne, dont certains spécifiques à la montagne de Lure. Le Punié est le nom d’un sommet, formé sur podium (hauteur en latin), et plus précisément le « sommet du milieu », ainsi que Pibremond (avec ajout du nom de personne Brémond) et le Pied du Mulet (qui désigne bien le sommet, podium étant devenu pied), et Puyjean, sous une forme plus classique. Piedguichard est probablement formé de la même manière. La Baume (qui désigne un abri sous roche) située en dessous des Hautes-Ribes (un escarpement rocheux) évoquent le relief accidenté, de même que le lieu Sous les Baumes (sud de la commune), ainsi que la Côte Plane. La Clapeyrie est une montagne, dont le nom est issu des bases préceltiques *kl- et -app, signifiant montagne pierreuse.
Le Grand Clot, le Clot d’Angaud désignent des terrains épierrés, et dont les pierres ont servi à construire des murs d’enclosement. L’aménagement agricole est encore évoqué par les toponymes Grand Champ ou le Jas (bergerie). La Condamine est une terre au statut spécial : seigneuriale, indivise et exempte de redevances.
Le Haut Paroir et le Bas Paroir sont les lieux d’implantation d’anciens moulins à foulons, tous les deux installés sur les rives du Jabron.

### Climat
Pour des articles plus généraux, voir Climat de Provence-Alpes-Côte d'Azur et Climat des Alpes-de-Haute-Provence.
En 2010, le climat de la commune est de type climat méditerranéen altéré, selon une étude du Centre national de la recherche scientifique s'appuyant sur une série de données couvrant la période 1971-2000. En 2020, Météo-France publie une typologie des climats de la France métropolitaine dans laquelle la commune est exposée à un climat de montagne ou de marges de montagne et est dans la région climatique Alpes du sud, caractérisée par une pluviométrie annuelle de 850 à 1 000 mm, minimale en été.
Pour la période 1971-2000, la température annuelle moyenne est de 11,6 °C, avec une amplitude thermique annuelle de 17,7 °C. Le cumul annuel moyen de précipitations est de 1 000 mm, avec 6,8 jours de précipitations en janvier et 4,5 jours en juillet. Pour la période 1991-2020, la température moyenne annuelle observée sur la station météorologique de Météo-France la plus proche, « Sisteron », sur la commune de Sisteron à 17 km à vol d'oiseau, est de 12,1 °C et le cumul annuel moyen de précipitations est de 835,0 mm. 
La température maximale relevée sur cette station est de 41 °C, atteinte le 28 juin 2019 ; la température minimale est de −18 °C, atteinte le 12 janvier 2010,,.
Les paramètres climatiques de la commune ont été estimés pour le milieu du siècle (2041-2070) selon différents scénarios d'émission de gaz à effet de serre à partir des nouvelles projections climatiques de référence DRIAS-2020. Ils sont consultables sur un site dédié publié par Météo-France en novembre 2022.

## Urbanisme

### Typologie
Au 1er janvier 2024, Saint-Vincent-sur-Jabron est catégorisée commune rurale à habitat très dispersé, selon la nouvelle grille communale de densité à 7 niveaux définie par l'Insee en 2022.
Elle est située hors unité urbaine. Par ailleurs la commune fait partie de l'aire d'attraction de Sisteron, dont elle est une commune de la couronne,. Cette aire, qui regroupe 21 communes, est catégorisée dans les aires de moins de 50 000 habitants,.

### Occupation des sols
L'occupation des sols de la commune, telle qu'elle ressort de la base de données européenne d’occupation biophysique des sols Corine Land Cover (CLC), est marquée par l'importance des forêts et milieux semi-naturels (88,4 % en 2018), une proportion sensiblement équivalente à celle de 1990 (88,5 %). La répartition détaillée en 2018 est la suivante : 
milieux à végétation arbustive et/ou herbacée (54,1 %), forêts (24,5 %), espaces ouverts, sans ou avec peu de végétation (9,8 %), zones agricoles hétérogènes (7,3 %), terres arables (4,3 %).
L'évolution de l’occupation des sols de la commune et de ses infrastructures peut être observée sur les différentes représentations cartographiques du territoire : la carte de Cassini (XVIIIe siècle), la carte d'état-major (1820-1866) et les cartes ou photos aériennes de l'IGN pour la période actuelle (1950 à aujourd'hui).

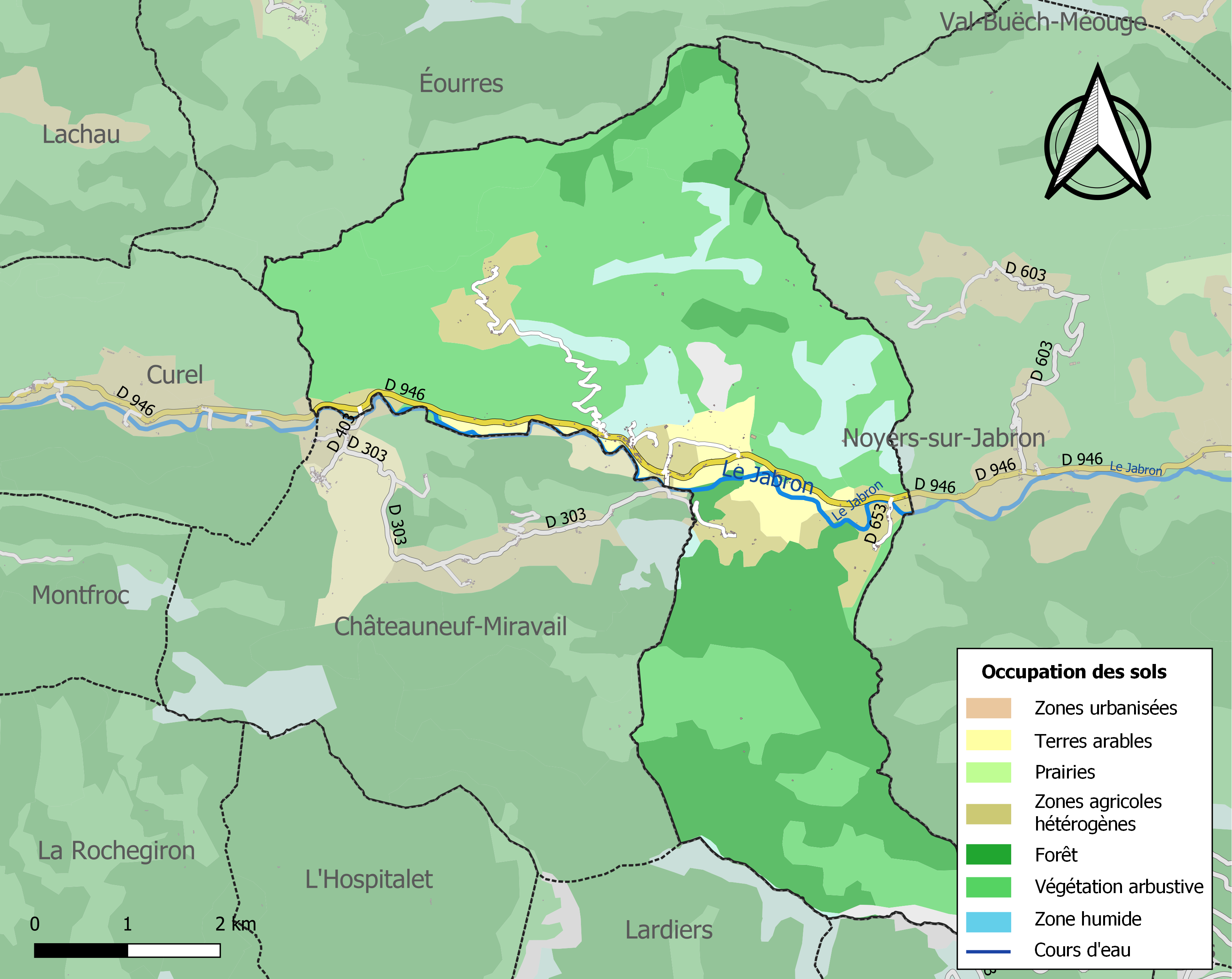
Carte de l'occupation des sols de la commune en 2018 (CLC).

## Histoire

### Antiquité
Dans l’Antiquité, les Sogiontiques (Sogiontii) peuplent la vallée du Jabron, en étant fédérés aux Voconces. Après la Conquête, ils sont rattachés avec eux à la province romaine de Narbonnaise. Au IIe siècle, ce peuple est détaché des Voconces et forme une civitas distincte, avec pour capitale Segustero (Sisteron).
Cette présence gallo-romaine est attestée par plusieurs découvertes. En 1964, des tombes gallo-romaines ont été mises au jour sur le territoire de la commune ; une villa romaine a aussi été découverte au lieu-dit Villelongue. En 2013, des sites funéraires à incinération, datant des premiers siècles de notre ère, ont été mis au jour.

### Moyen Âge
Alors que le sud-est de la Gaule était une terre burgonde, le roi des Ostrogoths Théodoric le Grand fait la conquête de la région entre la Durance, le Rhône et l’Isère en 510. La commune dépend donc brièvement à nouveau de l’Italie, jusqu’en 526. En effet, pour se réconcilier avec le roi burgonde Gondemar III, la régente ostrogothe Amalasonte lui rend ce territoire.
La localité apparaît pour la première fois dans les chartes en 1011, alors qu’elle se situait sur un sommet proche de son site actuel et qu’il appartenait à l’abbaye de Cruis. Le village a changé d’emplacement pendant la guerre de Cent Ans, le nouveau village étant doté d’une enceinte fortifiée. Le fief relève alors des Mévouillon (XIIIe et XIVe siècles), puis il passe aux Curet (XVe et XVIe siècles) et enfin aux Fauris jusqu’à la Révolution. À partir du XIIIe siècle, la communauté relève de la baillie puis viguerie de Sisteron, et comme toutes les communautés de la vallée du Jabron, avait le privilège de ne pas payer la queste aux comtes de Provence (puis à leurs  successeurs, les rois de France) jusqu'à la Révolution.

### Temps modernes
Le village est occupé par les Huguenots pendant les guerres de religion, puis repris par les catholiques, qui abattent le mur d’enceinte. Celui-ci est rétabli, jusqu’à ce que le Parlement de Provence ordonne sa démolition[réf. nécessaire].
Lors de la peste de 1628-1630, un cordon sanitaire est mis en place le long du Jabron.
Lors de l’épidémie de peste de 1720-1722, la communauté de Saint-Vincent est située au nord de la ligne du Jabron, élément du cordon sanitaire allant de Bollène à Embrun et isolant la Provence du Dauphiné (et dont fait partie le mur de la peste). Dès le 25 août, des mesures de fermeture des routes principales et de quarantaine sont prises par la communauté, dont des mesures prophylactiques classiques comme l’éloignement des fumiers des habitations. Une garde de cinq hommes armés est constituée pour empêcher toute entrée dans le village. L’interdiction de franchir le Jabron, sous peine de mort, est décidée par le gouverneur d’Argenson début août, et le cordon est mis en place le 26 septembre pour n’être levé par ordonnance royale que le 19 novembre 1722. À Saint-Vincent, la ligne est d’abord établie sur le Jabron, avant d’être déviée en suivant le grand chemin, qui franchit la rivière au moulin d’Anne (au pied de la colline du vieux Saint-Vincent). Cette déviation permet d’inclure les villages de Châteauneuf-Miravail dans le périmètre protégé (à la demande des habitants) et de mieux surveiller les cols de la montagne de Lure empruntés par les chemins venant du sud, et donc de la région frappée par l’épidémie.
Le gouverneur d’Argenson fait lever une compagnie de milice par viguerie : celle de Sisteron (dont font partie les hommes de Saint-Vincent) surveille les bacs entre Le Poët et Peyruis. Mais la communauté ne trouve que deux volontaires sur les quatre requis, les deux autres étant des habitants de Sisteron payés pour le remplacement. Ensuite, quatre autres compagnies sont levées pour d’autres tâches de surveillance. À Saint-Vincent, la ligne sur le Jabron est surveillée par une compagnie (une cinquantaine d’hommes) du régiment de Poitou revenant d’Espagne à partir de la fin d’octobre 1720. Les soldats sont renforcés par huit hommes levés dans la population de Saint-Vincent (en plus des quatre envoyés à la compagnie de milice placée sur la Durance). La communauté de Saint-Vincent est requise pour construire des corps de garde pour loger les soldats le long de la ligne (quatre sont prévus jusqu’aux foulons) et les approvisionner en bois de chauffe et huile pour l’éclairage. En moyenne, un corps de garde consomme 70 stères par an. Finalement, six corps de garde sont construits, et 16 guérites sont placées dans les intervalles, à une moyenne de 250 m. Une autre baraque est construite au village, pour servir de « corps de garde de fatigue » : les soldats punis y étaient emprisonnés et affectés à des travaux de force. La communauté de Saint-Vincent est coupée en deux par la ligne : certains habitants au Sud de la ligne se retrouvent en zone interdite et ne contribuent plus aux charges de la communauté. En outre, la communauté est privée de ses ressources en bois, essentiellement situées dans la montagne de Lure, et certaines terres cultivables sont perdues pendant deux ans. La communauté subit aussi les désagréments de la présence des militaires : les livraisons de bois n’étant pas toujours suffisantes, ceux-ci se servent à proximité en coupant les arbres fruitiers complantés dans les champs proches des corps de garde. Ces désagréments n’empêchent pas le rapprochement entre la population de Saint-Vincent et les soldats : un enfant naît d’une liaison hors mariage, et un autre couple se marie en 1721. Fin janvier 1722, le régiment du Poitou, présent depuis un an, est relevé mais la ligne est maintenue jusqu’en décembre. Les baraques et guérites sont immédiatement démontées, et le bois et les tuiles vendus aux enchères.

### Révolution française
Durant la Révolution, la commune compte une société patriotique, créée après la fin de 1792. Pour suivre le décret de la Convention du 25 vendémiaire an II invitant les communes ayant des noms pouvant rappeler les souvenirs de la royauté, de la féodalité ou des superstitions, à les remplacer par d'autres dénominations, la commune change de nom pour Montrocher ou Vincent-la-Lauze, selon les sources.

### Époque contemporaine

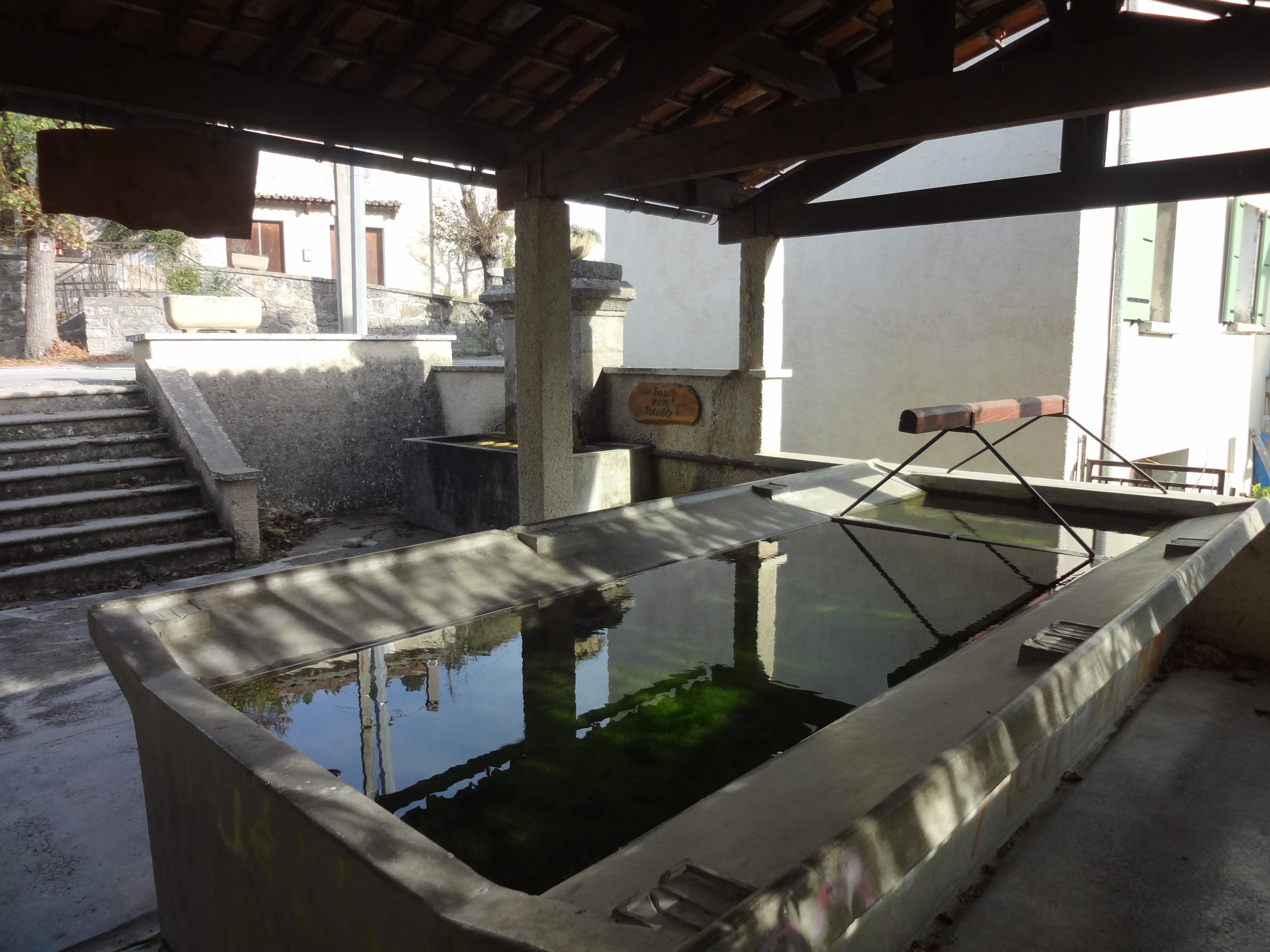
Lavoir, avec ses deux bassins, ses emplacements à savon et la poutre pour poser le linge rincé.

L’Acte des Sapins est un privilège laissé aux habitants de Châteauneuf-Miravail et Saint-Vincent de prendre leur bois de construction dans la forêt domaniale du Jabron. En 1884, la commune est touchée par une épidémie de choléra : elle cause 5 morts.

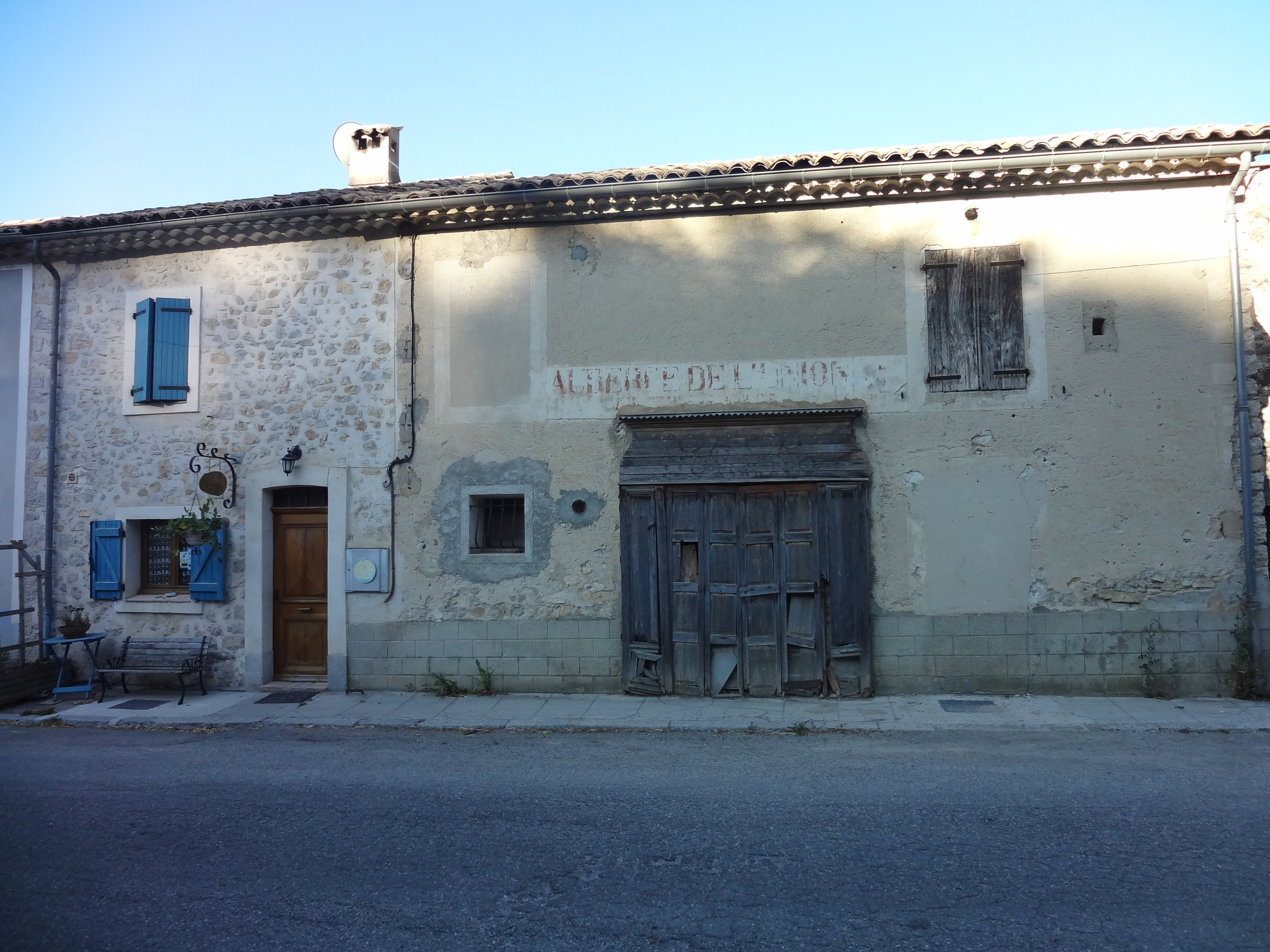
Auberge l’Union, (créée vers 1900).

Le bourg a longtemps bénéficié de sa situation dans la vallée du Jabron, et qui lui a entre autres valu l’installation du tribunal de justice de paix en 1852, et d’une brigade de gendarmerie en 1843. De plus, le chemin de viguerie, puis la route départementale (construite en 1822) s’arrêtaient à la cluse de Montfroc : celle-ci n’est aménagée qu’en 1873, et la route départementale reclassée en route nationale 546 (actuelle RD 946), ce qui entraîne le déplacement des commerces et des hôtels, puis des villages dans les fonds de la vallée, le long de la route.
Comme de nombreuses communes du département, Saint-Vincent-sur-Jabron se dote d’une école bien avant les lois Jules Ferry : en 1863, elle donne déjà une instruction primaire aux garçons, ainsi qu’aux filles, alors qu’elle n’y est pas obligée par la loi Falloux.
L’électrification du village se fait dans les années 1930 en deux étapes : le moulin Durand est transformé pour la production d’électricité par son propriétaire et alimente l’éclairage des rues et quelques particuliers. À la fin de la décennie, le village est relié au réseau national.

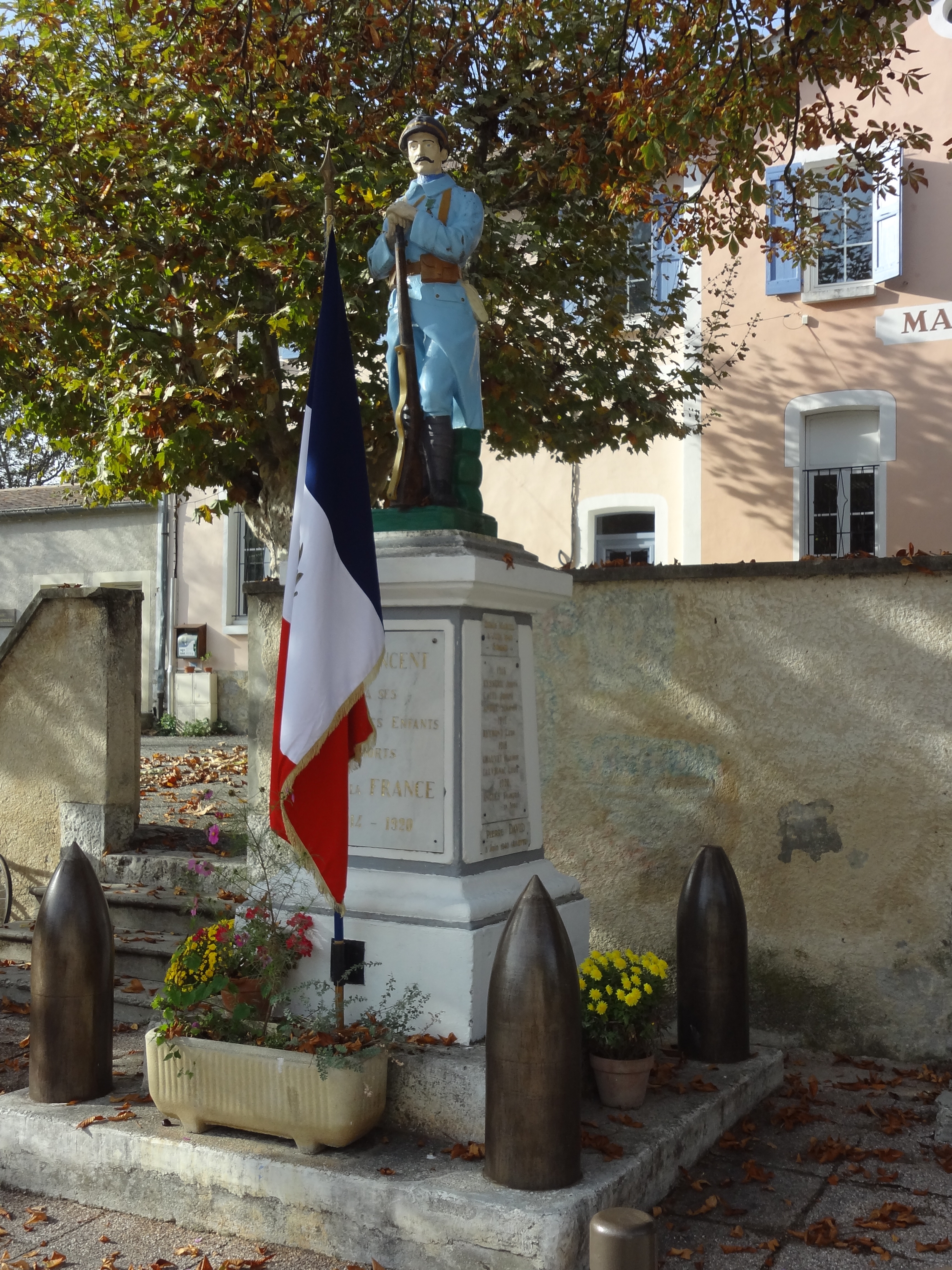
Monument aux morts de la Première Guerre mondiale.

Le 23 juillet 1944, la gendarmerie est désarmée par les maquisards.
Quatre foires de la Saint-Vincent avaient lieu, et avaient une certaine importance à la fin XIXe. Il ne reste que celle du 28 juillet, dite la foire aux Agnelles. À Saint-Vincent-sur-Jabron, la vigne avait résisté à la crise phylloxérique et était encore cultivée dans l'entre-deux-guerres mondiales, produisant quelques hectolitres.
Dans les années 1970 à 1990, une petite maison d'édition, Présence, était installée à Saint-Vincent-sur-Jabron.

## Économie

### Agriculture

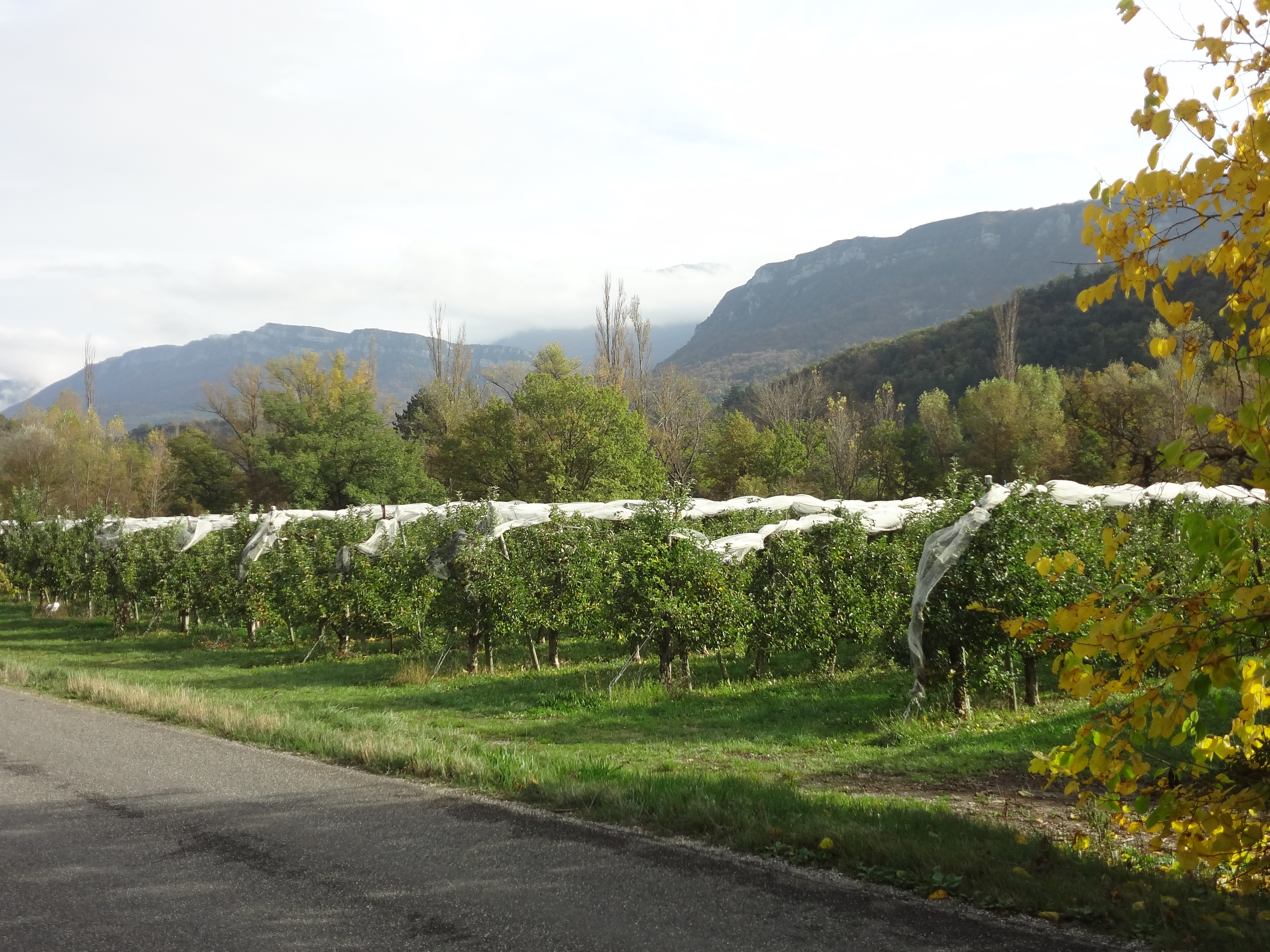
Arboriculture à Saint-Vincent-sur-Jabron.

La vigne, culture symbolique des régions méditerranéennes, était cultivée pour l’autoconsommation jusqu’au milieu du XXe siècle. Elle n’est plus présente dans la commune que sur des surfaces restreintes
. De la même façon, l’olivier, cultivé sur de petites surfaces au XIXe siècle, jusqu’à l’altitude de 600 mètres, exceptionnellement jusqu’à 700 mètres, a aujourd’hui disparu.

### Industrie
Une distillerie de lavande est implantée sur la commune.

### Commerce
La foire aux agnelles et aux béliers a lieu tous les ans le 28 juillet.

## Politique et administration

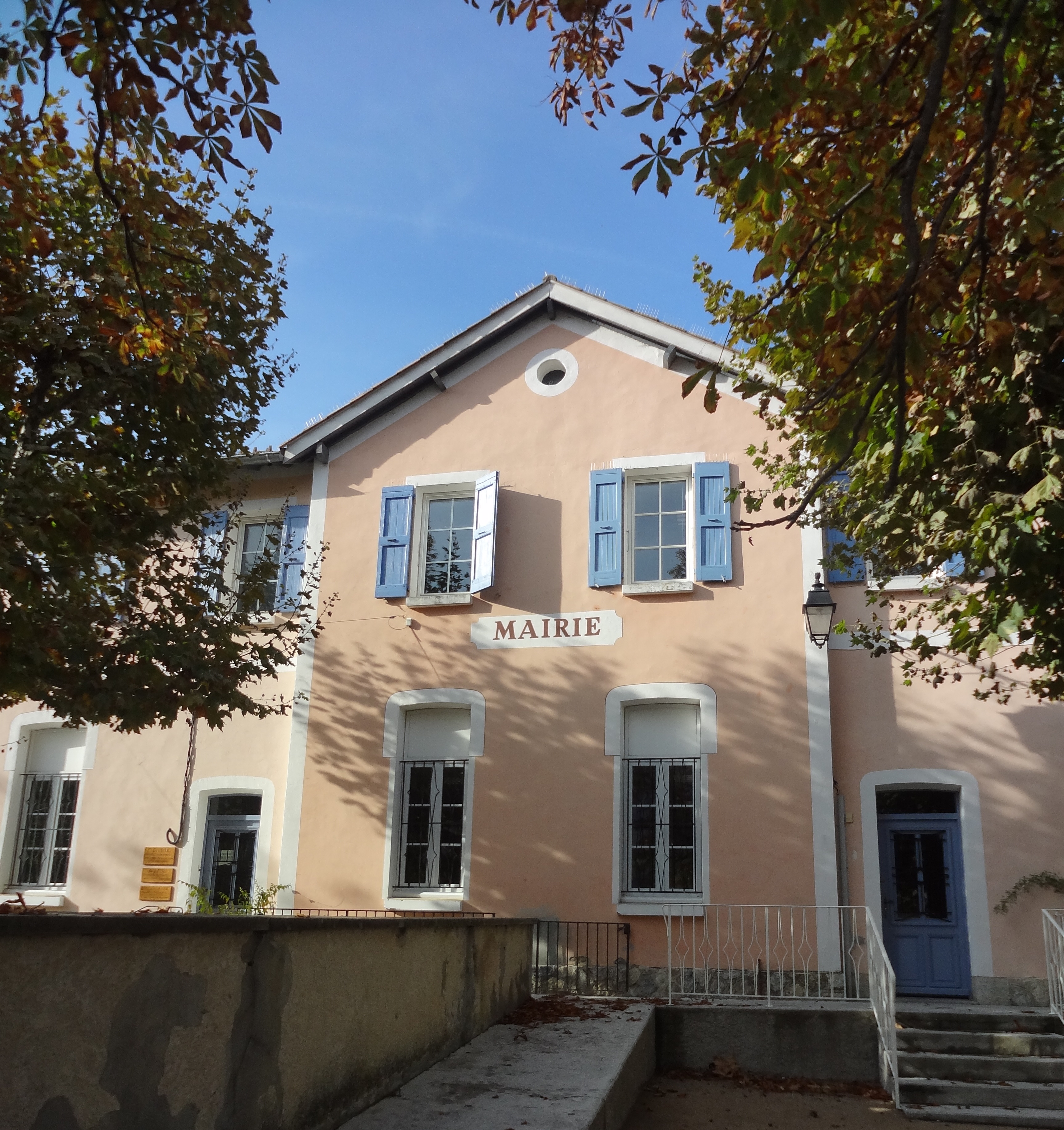
Façade du corps central de la mairie, entre l’école et les services hébergés (ADMR, bibliothèque).

### Liste des maires
| Période                                  | Période                       | Identité         | Étiquette | Qualité    |
| ---------------------------------------- | ----------------------------- | ---------------- | --------- | ---------- |
| mai 1945                                 |                               | Raoul Gousand    |           |            |
| avant 1981                               | ?                             | Alain Bouchet    |           |            |
| 1983 (?)                                 |                               | Maurice Guisgand |           |            |
| avant 2005                               | 2008                          | Bernard Garcin   | DVG       |            |
| mars 2008                                | En cours (au 21 octobre 2014) | Michel Watt,     | EELV      | Professeur |
| Les données manquantes sont à compléter. |                               |                  |           |            |

### Intercommunalité
Saint-Vincent-sur-Jabron fait partie, de 2002 à 2016, de la communauté de communes de la Vallée du Jabron ; depuis le 1er janvier 2017, elle est membre de la communauté de communes Jabron Lure Vançon Durance.

### Services publics
La commune est dotée d’une école primaire.
Une brigade de gendarmerie de proximité est implantée à Saint-Vincent-sur-Jabron. Elle dépend de celle de Sisteron.

## Population et société

### Démographie
En 2022, Saint-Vincent-sur-Jabron comptait 168 habitants. À partir du XXIe siècle, les recensements réels des communes de moins de 10 000 habitants ont lieu tous les cinq ans (2005, 2010, 2015, etc. pour Saint-Vincent-sur-Jabron. Depuis 2004, les autres chiffres sont des estimations.
| 1765 | 1793 | 1800 | 1806 | 1821 | 1831 | 1836 | 1841 | 1846 |
| ---- | ---- | ---- | ---- | ---- | ---- | ---- | ---- | ---- |
| 719  | 678  | 778  | 780  | 805  | 733  | 662  | 789  | 781  |

| 1851 | 1856 | 1861 | 1866 | 1872 | 1876 | 1881 | 1886 | 1891 |
| ---- | ---- | ---- | ---- | ---- | ---- | ---- | ---- | ---- |
| 706  | 666  | 642  | 589  | 588  | 587  | 620  | 560  | 493  |

| 1896 | 1901 | 1906 | 1911 | 1921 | 1926 | 1931 | 1936 | 1946 |
| ---- | ---- | ---- | ---- | ---- | ---- | ---- | ---- | ---- |
| 518  | 485  | 498  | 453  | 318  | 304  | 273  | 229  | 230  |

| 1954 | 1962 | 1968 | 1975 | 1982 | 1990 | 1999 | 2005 | 2006 |
| ---- | ---- | ---- | ---- | ---- | ---- | ---- | ---- | ---- |
| 195  | 170  | 148  | 124  | 132  | 151  | 192  | 187  | 186  |

| 2010 | 2015 | 2020 | 2022 | - | - | - | - | - |
| ---- | ---- | ---- | ---- | - | - | - | - | - |
| 218  | 199  | 170  | 168  | - | - | - | - | - |

| 1471    |
| ------- |
| 40 feux |

### Santé
La commune ne dispose pas d'établissement public ou libéral de santé. Le Centre Hospitalier le plus proche est celui de Sisteron.

## Lieux et monuments

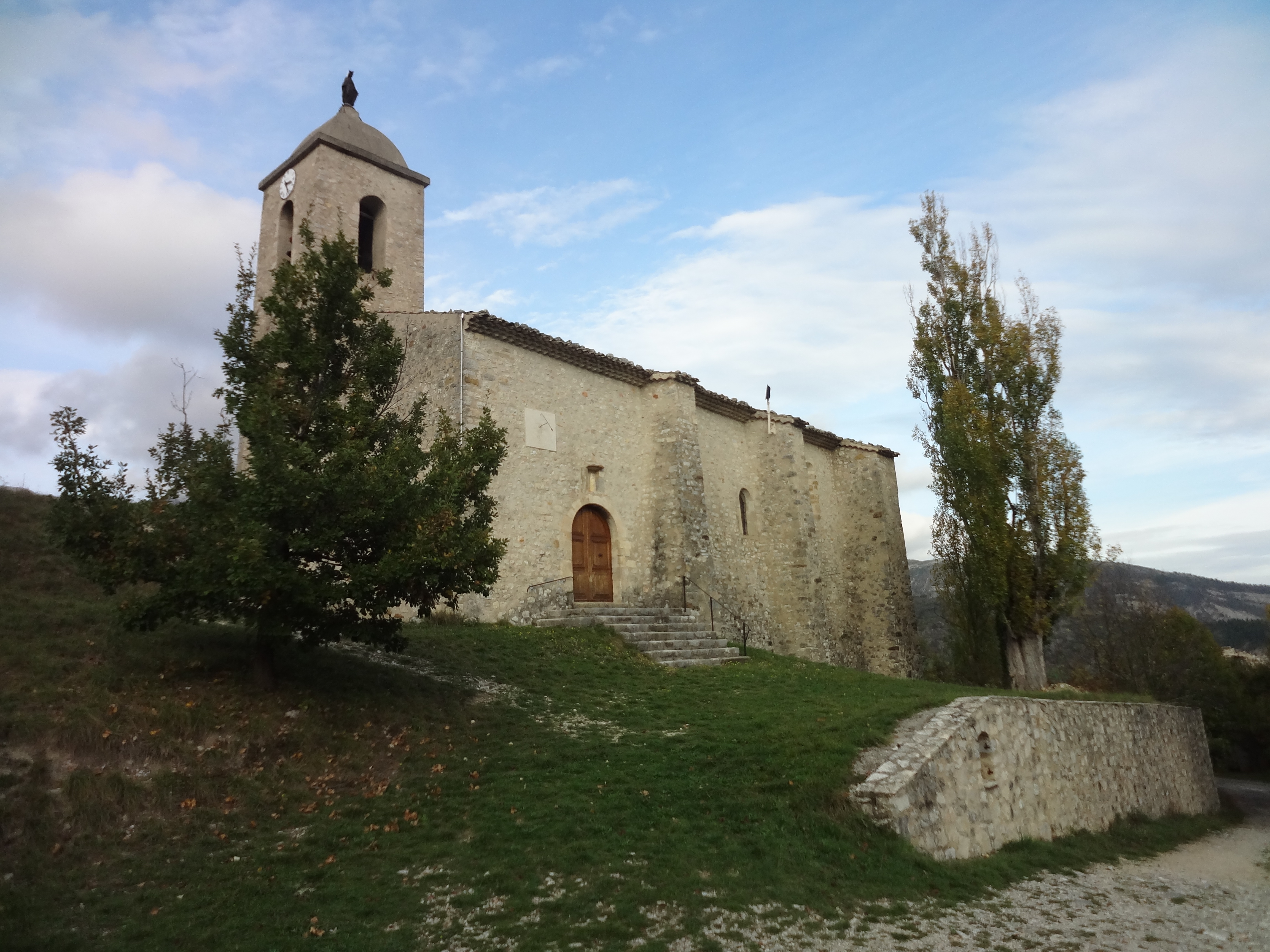
Église Saint-Vincent du vieux village.

### Sites
Parmi les sites signalés comme remarquable, le canyon Sous-les-Roches, au nord du village, qui est le départ de randonnées vers le col Saint-Pierre, ainsi que le Grand Vallat, limitrophe de Noyers-sur-Jabron, est très encaissé et une cascade spectaculaire y coule. Au-dessus, se trouve un clap, les Rochers des Cavallets.
- Ancien village (en ruines)

### Monuments
- Le monument aux morts, surmonté de la statue du Poilu au repos, réalisée par Étienne Camus.
- Château proche de l’église (XVIIe siècle), avec cour intérieure et tours rondes[75].
- Église Saint-Vincent dans l’ancien village.

## Personnalités liées à la commune
- Paul Touvier y est né le 3 avril 1915.
- Ange-Marie Miniconi y a été enterré le 29 décembre 1988. Il s'y était marié le 31 décembre 1932 avec Claire Curnier qui était, elle-même, originaire du village. Connu sous le nom de commandant Jean-Marie, il organisa la résistance à Cannes (Alpes Maritimes) durant la dernière guerre mondiale.

## Héraldique
| Blason de Saint-Vincent-sur-Jabron | Blason  | D'argent à une guivre de sinople, tortillée en pal ; écartelé d'azur à une colombe d'argent becquée et membrée de gueules. |
| Blason de Saint-Vincent-sur-Jabron | Détails | Le statut officiel du blason reste à déterminer.                                                                           |